# U-238
Unterseeboot 238 (U-238) foi um submarino da classe Tipo VIIC da Kriegsmarine, a marinha de guerra alemã.
Iniciada a sua construção a 21 de Abril de 1942, pela Germaniawerft de Kiel, foi lançado ao mar em 20 de Fevereiro de 1943, sob o comando do capitão Horst Hepp. Hepp comandou o submarino durante toda a sua carreira, recebendo uma promoção a Kapitänleutnant no processo.
O U-238 realizou um total de três patrulhas marítimas, afundando quatro navios, num total de 23 048 toneladas e danificando um.
A 30 de Novembro de 1943, um caça-bombardeiro da escolta do porta-aviões USS Bogue (CVE-9)'' atacou o submarino, matando dois marinheiros e ferindo outros cinco.
Em 9 de Fevereiro de 1944, o U-238 foi afundado ao sul da Irlanda por cargas de profundidade lançadas pelos navios britânicos HMS Kite (U-87), HMS Magpie (U-82) e HMS Starling (U-66) levando consigo toda sua tripulação de cinquenta marinheiros e oficiais.

## Comandantes
| Comandante        | Data                                             |
| ----------------- | ------------------------------------------------ |
| Kptlt. Horst Hepp | 20 de fevereiro de 1943 - 9 de fevereiro de 1944 |

## Subordinação
Durante o seu tempo de serviço, esteve subordinado às seguintes flotilhas:
| Período                                       | Flotilha                                  |
| --------------------------------------------- | ----------------------------------------- |
| 20 de fevereiro de 1943 - 31 de julho de 1943 | 5. Unterseebootsflottille (treinamento)   |
| 1 de agosto de 1943 - 9 de fevereiro de 1944  | 1. Unterseebootsflottille (serviço ativo) |

## Operações conjuntas de ataque
O U-238 participou das seguinte operações de ataque combinado durante a sua carreira:
- Rudeltaktik Leuthen (15 de setembro de 1943 - 24 de setembro de 1943)
- Rudeltaktik Schill 2 (17 de novembro de 1943 - 22 de novembro de 1943)
- Rudeltaktik Weddigen (22 de novembro de 1943 - 1 de dezembro de 1943)
- Rudeltaktik Igel 2 (4 de fevereiro de 1944 - 9 de fevereiro de 1944)